# فاندنبروك (ويسكونسن)
فاندنبروك (بالإنجليزية: Vandenbroek, Wisconsin)‏ هي بلدة تقع بولاية ويسكونسن في الولايات المتحدة. تبلغ مساحتها 24.6 (كم²)، وترتفع عن سطح البحر 219 م، بلغ عدد سكانها 1474 نسمة في عام 2010 حسب إحصاء مكتب تعداد الولايات المتحدة وتصل الكثافة السكانية فيها 55 نسمة/كم2.

## وصلات خارجية
- http://www.townofvandenbroek.org/
- The US50 - Cities and Towns in Wisconsin State
- Wisconsin Cities and Towns, Facts, Map, Flag, Colleges, Government, and More